# Helmut Beer
Helmut Beer (* 10. September 1941 in Windischeschenbach) ist ein deutscher Gewerkschafter und Politiker.
Nach einer dortigen Ausbildung war Beer als Porzellanmaler bei der Firma Winterling in Windischeschenbach tätig. 1967 wurde er Bezirkssekretär der IG Chemie-Papier-Keramik in Bayern, bei der er die Abteilungen Jugend und Berufliche Bildung sowie Angestellte leitete. Von 1970 bis 1991 war er Verhandlungsführer der Tarifbereiche Papiererzeugung und Kunststoffverarbeitung. 1992 wurde er zum Vorsitzenden und Landesbezirksleiter der IG Chemie-Papier-Keramik in Bayern gewählt, er gehörte außerdem dem Landesbezirksvorstand des DGB Bayern an. Er war zudem stellvertretender Vorsitzender des Aufsichtsrats der Haindl-Papier GmbH in Augsburg und der Hutschenreuther AG in Selb. Vom 21. November 1994 bis zur Auflösung Ende 1999 gehörte er dem Bayerischen Senat an.

## Auszeichnungen
- 2001: Bundesverdienstkreuz am Bande